# Kohei Okuno
Kohei Okuno (奥野 耕平, , Okuno Kōhei), né le 3 avril 2000 à Hyōgo au Japon, est un footballeur japonais qui évolue au poste de milieu défensif au Shonan Bellmare.

## Biographie

### En club
Né à Hyōgo au Japon, Kohei Okuno est formé par le Gamba Osaka. En octobre 2018 est annoncé sa promotion en équipe première en vue de la saison suivante.
Il joue son premier match en professionnel le 12 août 2020, lors d'une rencontre de coupe de la Ligue japonaise contre le Shonan Bellmare. Il est titularisé et son équipe s'impose par deux buts à un. Le 11 novembre de la même année, il fait sa première apparition en J. League face au Vissel Kobe où il est titularisé à la place de Yosuke Ideguchi, absent sur blessure. Son équipe s'impose par un but à zéro ce jour-là.
Le 10 mars 2023, Kohei Okuno est prêté par le Gamba Osaka au Shonan Bellmare pour une saison.

### En sélection
Il est retenu avec l'équipe du Japon des moins de 17 ans pour participer à la Coupe du monde des moins de 17 ans en 2017. Lors du mondial junior organisé en Inde, il joue trois matchs dont un comme titulaire. Le Japon s'incline en huitièmes de finale face à l'Angleterre, après une séance de tirs au but.